# Horizont van Bovenste Bosch
De Horizont van Bovenste Bosch of Horizont van Froidmont is een dunne laag in de ondergrond van het Nederlandse Zuid-Limburg. horizont is onderdeel van de Formatie van Gulpen en stamt uit het laatste deel van het Krijt (het Maastrichtien, ongeveer 68 miljoen jaar geleden).
Normaal gesproken ligt de Horizont van Bovenste Bosch boven op de oudere Kalksteen van Beutenaken en onder de jongere Kalksteen van Vijlen, beide ook onderdeel van de Formatie van Gulpen.

## Zie ook

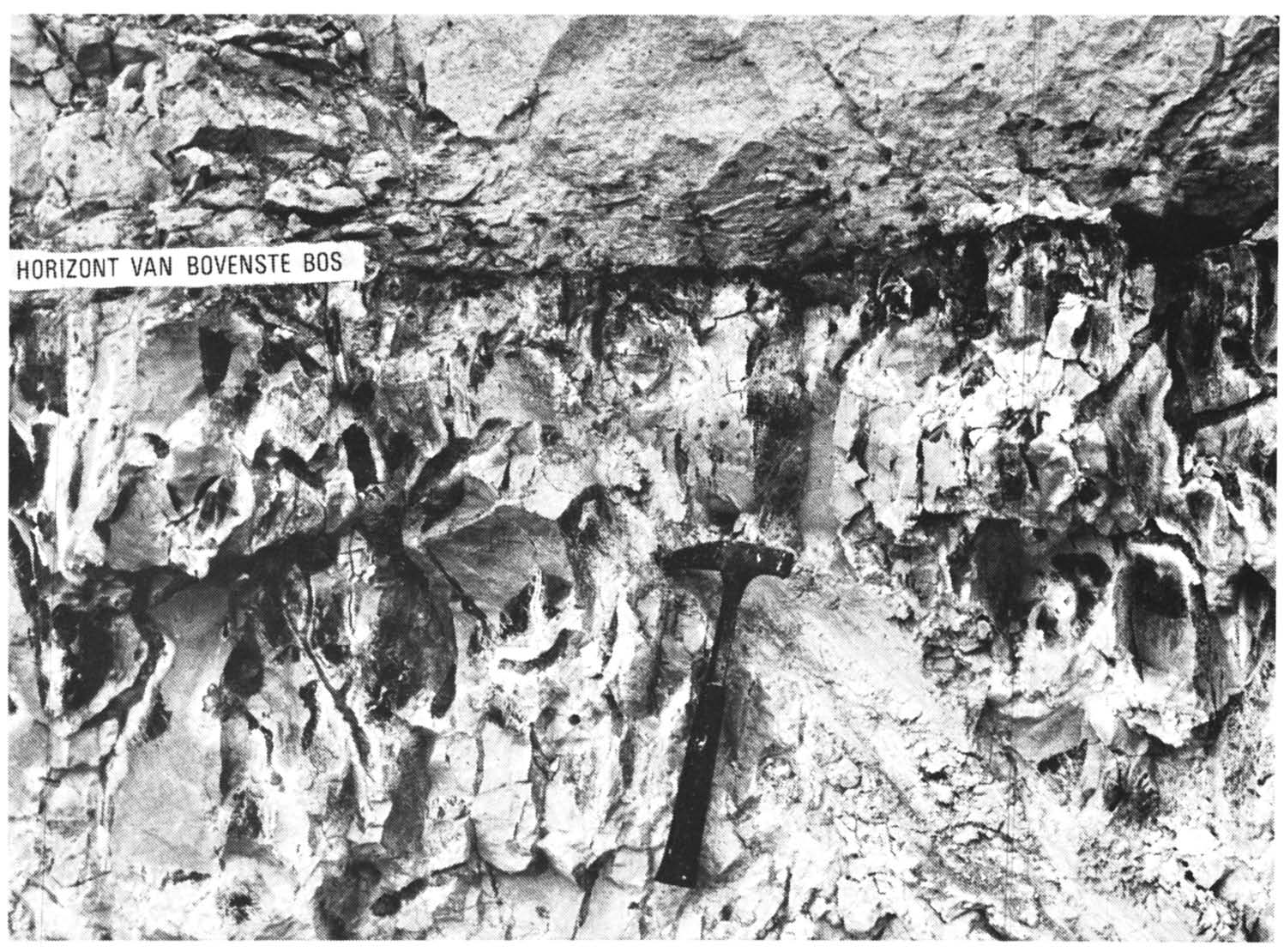
Horizont van Bovenste Bosch in de Groeve Kreco
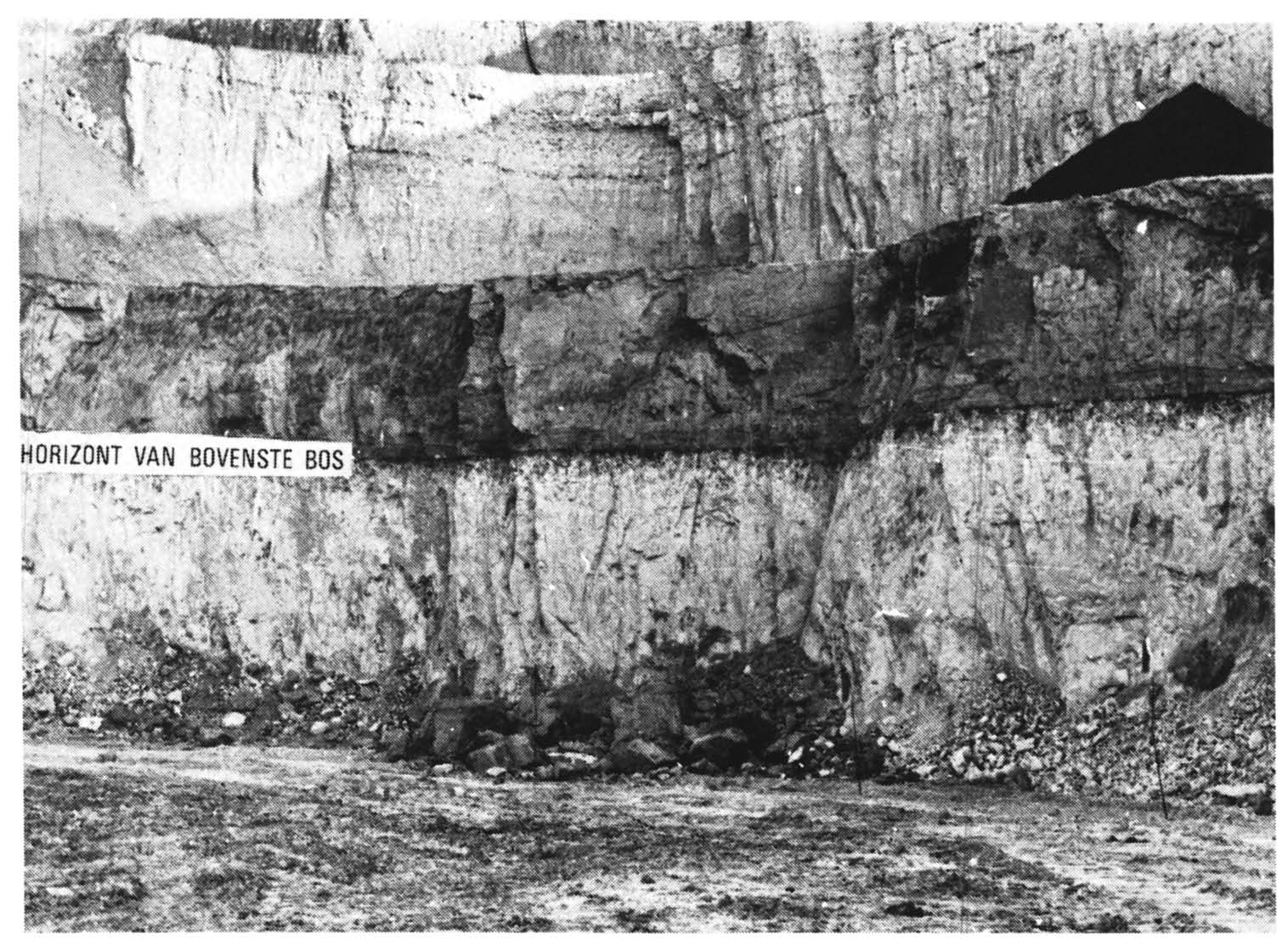
De Groeve Kreco met de Horizont van Bovenste Bos duidelijk zichtbaar.